# Zieh’ dich an, Komtesse
Zieh' dich an, Komtesse (andere Schreibweise: Zieh dich an, Komteß, Originaltitel: Pigen og greven) ist ein dänisches Filmlustspiel aus dem Jahr 1966 des Regisseurs Finn Henriksen. Das Drehbuch verfasste Carl Ottosen. Die Hauptrollen sind mit Dirch Passer, Lene Tiemroth und Karin Nellemose besetzt. In Dänemark kam der Film am 25. November 1966 ins Kino, in der Bundesrepublik Deutschland am 13. Oktober 1967.

## Inhalt
Nach einem Jahr Auslandsaufenthalt kehrt Ditmar Graf von Gyldenstjerne nach Kopenhagen zurück, um alte Liebesbeziehungen wieder aufzunehmen und endlich das Mädchen, das leider nur den sehr profanen Beruf einer Tänzerin ausübt, zu heiraten. Susannes große Sorge ist ihre kleine Tochter, die während der Vorstellungen vom Souffleur Lillelys, der sich ständig durch Lehrbücher weiterbildet, betreut wird.
Ditmar lädt seine Freundin ein, aufs Schloss Gyldenstjerne zu kommen. Durch einen Zufall wird Andreas auch mitgebracht und gleich als der neue Butler mehr oder weniger herzlich empfangen. Die alte Gräfin ist ein konservatives Fossil aus dem Mittelalter, die junge Baronesse ein Snob – wie sich zeigt – mit Herz. Aber Andreas durchschaut schnell die Situation, und zum Schluss herrscht auf dem bisher steifen und adelsstolzen Besitz ein menschlicher Ton. Andreas darf dann, weil er dank seiner Lehrbücher alles perfekt beherrscht – sogar die Liebe –, die Baronesse in die Arme schließen. Selbstverständlich hat er es auch geschafft, der kleinen Tänzerin zum Glück zu verhelfen.

## Kritik
Das Lexikon des Internationalen Films zog folgendes Fazit: „Lustspiel nach Traumfabrikmuster, mit einer kräftigen Portion Sentimentalität und vielen Kalauern.“ Der Evangelische Filmbeobachter hingegen hat eine wesentlich bessere Meinung von dem Streifen: „Dünkel und konservierte Dummheit werden hier aufs Korn genommen und der Lächerlichkeit preisgegeben. Auf alte Gags wird zwar nicht verzichtet, aber sie werden frisch und gekonnt gebracht. Die Dialoge blitzen, die Darsteller, bis in die letzte Nebenrolle, sind gut ausgewählt, und es berührt sympathisch, daß Menschen und nicht Glamourgirls die weiblichen Hauptrollen übernommen haben. […] Ein kleiner, aber unterhaltsamer, sehenswerter Schmunzelspaß.“